# Aphis pseudolysimachiae
Aphis pseudolysimachiae är en insektsart. Aphis pseudolysimachiae ingår i släktet Aphis och familjen långrörsbladlöss. Inga underarter finns listade i Catalogue of Life.